# Ockultationen
Ockultationen eller fördoldheten, undandöljandet (arabiska: غيبة ghaybah) inom shiaislam hänvisar till en tro på att det messianska väsendet Mahdi, som enligt shiaislam är en ofelbar manlig ättling, Muhammad al-Mahdi al-Muntazar, till islams grundare profeten Muhammed, föddes, men sedan försvann in i ockultationen. Han har aldrig dött utan på ett mystiskt sätt varit fördold under århundrade efter århundrade i en mirakulös existensform. Han kommer en dag att återvända (faraj) och fylla världen med rättvisa. Vissa grupper av shiamuslimer, såsom Zaidi och nizari-ismiliterli, tror inte på idén om ockultationen. De grupper som däremot tror på ghaybah har olika åsikter när det gäller antalet legitima imamer och därmed också skilda uppfattningar om vilken imam som dväljs i fördoldheten. 
Tolv-shiiterna är den överlägset största shiitiska riktningen, och där är det den tolfte imamen, Muhammad al-Mahdi, som försvann i ockultationen, ghayba i början av år 260 A.H. (874 e.Kr.) vid blott fyra års ålder. Den dolda imamen anses fortfarande vara imamen i vår tid, den som har makten över samhället, den som vägleder och skyddar individer och shia-samhället.
Man brukar skilja på "den lilla" och "den stora ockultationen", där den lilla spänner över åren 873/74 – 941 då fyra ställföreträdare ännu förmedlade den dolde imamens vilja. Ghayba finns även i drusernas religion som beteckning på al-Hakims fördoldhet. 

## Den lilla ockultationen
Den lilla ockultationen (Ghaybat al-Sughra) avser perioden när tolv-shiiterna tror att imamen fortfarande höll kontakten med sina anhängare via ombud. Under denna period från 874 till 941, representerade de deputerade honom och agerade som ombud mellan honom och hans anhängare.
Tolv-shiiterna tror att den blivande tolfte imamen Muhammad al-Muntazar började gömmas av sin far, den elfte imamen Hasan al-Askari, omkring år 873, som en försiktighetsåtgärd eftersom de abbasidiska kalifernas myndigheter ansågs vara ute efter honom. Vid faderns var den 12:e imamen bara fyra år gammal, och han fortsatte att hållas gömd.) Hans vistelseort var känd endast för ett fåtal utvalda. Fyra av hans fars närstående blev förmedlare (safir) mellan imamen och hans anhängare fram till år 941, då Muhammad al-Muntazar var drygt 70 år.
När de troende ställdes inför ett problem, skulle de skriva ned sin oro och skicka meddelandet till hans förmedlare. Förmedlaren skulle få den fördolde imamens utslag eller svar, ett godkännande med hans sigill och underskrift, och därefter returnera beskedet till de berörda parterna. Förmedlarna samlade även in allmosan (zakat) och skatt (khums) å hans vägnar. För shiiterna var inte tanken att rådfråga en dold imam något nytt, eftersom två tidigare shia-imamer hade träffat sina anhängare gömda bakom en gardin.
Den shiitiska traditionen nämner fyra ombud eller deputerade som förmedlade kontakten mellan den dolde imamen och de tolv-shiitiska anhängarna:
1. Uthman ibn Sa’id al-Asadi
2. Abu Jafar Muhammad ibn Uthman
3. Abul Qasim Husayn ibn Ruh al-Nawbakhti
4. Abul Hasan Ali ibn Muhammad al-Samarri

År 941 v.t. (329 AH) meddelade den fjärde av de deputerade, al-Samarri, att han snart skulle dö och att ordningen med förmedlare/deputerade i och med detta skulle upphöra, och den stora ockultationen skulle börja. Abul Hasan Ali ibn Muhammad al-Samarri avled sex dagar senare, och tolv-shiiterna lever sedan dess i väntan på Mahdis återkomst under den s.k. stora ockultationen.

## Den stora ockultationen
al-Samarris död år 941 v.t. (329 AH) markerar början av den andra eller större ockultationen för tolv-shiiterna. Nu hade imamen inte bara dold sig, utan även isolerat sig från omvärlden. De shiitiska teologerna sade att den tolfte imamen skulle återvända i framtiden som al-Mahdi, den rättledde, en messiasgestalt som vid världens undergång  tänker försvara sina lojala anhängare, återge samfundet dess rättmätiga status och skapa ett fullkomligt samhälle där det som är sant och det som är rättvist ska vara förhärskande. Muhammad al-Muntazar blev Muhammad al-Mahdi al-Muntazar .
Under den isolerade imamens frånvaro ska samfundet invänta hans återkomst och vägledas av sina religiösa experter, mujtahiderna, ulama (religionslärda) som uttyder Allahs vilja, den islamiska rättsläran. De högsta teologiska experterna kallas ayatollor. Efter den iranska revolutionen 1979, kunde ayatolla Khomeini (död 1989), komma tillbaka från sin utlandsexil. Han var en både andlig och politisk ledare, som styrde som den tolfte imamens ersättare. Det monument som byggts över ayatolla Khomeinis mausoleum, söder om Teheran, är en av de väldigaste islamiska byggnaderna i nutid. Bara hallen runt graven är stor som en fotbollsplan.

## Skepsis
Inom Bahá'í-tron ansåg Bahá'u'lláh och 'Abdu'l-Bahá att berättelsen om den tolfte imamens fördoldhet kan ha varit ett bedrägeri tänkt av ett antal av de ledande shiiterna för att upprätthålla samstämmigheten och kontinuiteten i shia-rörelsen efter den 11:e imamens, Hasan al-`Askarís, död. Hans son omkom förmodligen som barn, men detta hölls hemligt. De fyra ombuden eller deputerade ska således bara ha låtsats att de rådfrågade den tolfte imamen och själva besvarat frågorna. 